# Àrreu
|  | Per a altres significats, vegeu «Àrreu (Alts Pirineus)». |

Àrreu és un poble del terme municipal d'Alt Àneu, a la comarca del Pallars Sobirà, situat sobre els peus de la vall d'Àrreu. Fins al 1972 formava part de l'antic terme d'Isil.
Està situat a la dreta de la Noguera Pallaresa, a 1.251 metres d'altitud, a l'esquerra del Torrent de la Mata de Borén, que centra una petita vall en el mig de la qual es troba el poble d'Àrreu. És a prop i al nord-oest de Borén i al nord, una mica més distant, de Sorpe. Tanmateix, aquest darrer poble queda enlairat damunt de la vall de la Noguera Pallaresa. El poble és als peus del contrafort sud-oriental de lo Faro i de la Serra de Sant Joan. Una mica més enlairat a ponent del poble hi ha el veïnat de les Bordes d'Àrreu, o Àrreu de Dalt, a prop de la capella de la Mare de Déu de les Neus.
Com Alós d'Isil, fou un municipi independent fins al 1846, data en la qual s'uní a Isil.
Del seu patrimoni destaquen les restes del Castell d'Àrreu, l'església parroquial preromànica de Sant Sadurní, o Serni i la capella romànica de la Mare de Déu de les Neus d'Àrreu, del segle xii. Aquesta última destaca per tenir un carreu amb un crismó en relleu sobre la porta.

## Etimologia
Segons Joan Coromines, Àrreu, amb Arres i Arròs, parteix d'un ètim preromà bascoide, arro (agre, rònec).

## Geografia

### El poble d'Àrreu

#### Les cases del poble[4]
| - Borda de Joan - Casa Cabanet - Casa Castellar - Casa Ferrer | - Casa Faure - Casa Flocat - Casa Florentina - Casa Gervat | - Casa Golet - Casa Gualet - Casa Jan - Casa Joan | - Casa Joan de la Florentina - Casa Llirbat - Casa Nadal | - La Rectoria - Casa Tomasa - Casa Tomeló |

## Història

### Època moderna
En el fogatge del 1553, Arreu només declara 1 foc laic (uns 5 habitants).

### L'allau de 1803
El dia de Nadal de l'any 1803 una allau procedent del barranc de Monars va precipitar-se sobre el poble d'Àrreu, que aleshores es trobava uns 450 metres al sud de la ubicació actual. Va destruir les 10 cases del poble, i 17 persones, d'un total de 88 habitants, van morir. Aquest fet va fer que es traslladés el poble a la ubicació actual, menys exposada a les allaus. Les edificacions del poble antic es reconstruïren com a bordes, i de fet el lloc va passar a anomenar-se Bordes d'Àrreu.

### Edat contemporània
Pascual Madoz dedica un article del seu Diccionario geográfico a Àrreu. Hi diu que és una localitat amb ajuntament situada a la Vall d'Àneu, en un barranc envoltat de muntanyes molt altes, combatuda pels vents del nord i del sud. Gaudeix d'un clima sa, però a causa del fred extrem, s'hi produeixen pulmonies i refredats amb febres. Tenia en aquell moment 6 cases i l'església parroquial de Sant Sadurní, servida per un rector de provisió diocesana o reial, segons el mes en què es produeix la vacant. Separada del poble hi ha una ermita poc notòria. Hi ha fonts a l'entorn, d'aigües molt fortes. El territori és de qualitat inferior, muntanyós i trencat; només hi ha uns 40 jornals de feina de cultiu, la resta són ermots. S'hi produïa sègol, patates, llegums i farratge sec i s'hi criava bestiar vacum, de llana, mules i cavalls, porcs i uns vedells denominats erchs, de grans banyes. Hi havia caça de llebres, conills, perdius i isards, a més d'animals nocius, com guineus, llops i ossos. Comptava amb 5 veïns (caps de casa) i 25 ànimes (habitants). Fa esment a l'allau de 1803.
El 1981, l'última família que hi restava va marxar del poble. El 2020, Eloi Pasarín, que hi havia viscut entre 1993 i 1994, tornà a Àrreu, va comprar una casa i hi muntà un taller de fusteria.